# Srikrishna Narayan Ratanjankar
Srikrishna Narayan Ratanjankar (Marathi श्रीकृष्ण नारायण रातंजनकर; * 31. Dezember 1899 in Bombay, Britisch-Indien; † 14. Februar 1974) war ein indischer Sänger der hindustanischen klassischen Musik, Musikwissenschaftler und -pädagoge.

## Leben
Ratanjankar war der Sohn eines Kriminalbeamten, der großes Interesse an Musik hatte. Daher erhielt er ab dem siebenten Lebensjahr Unterricht bei Krishnam Bhat, einem Schüler Kale Khans und zwei Jahre später bei Anant Manohar Joshi, einem Schüler Balakrishna Buwas. Um diese Zeit lernte er auch Vishnu Narayan Bhatkhande kennen, der seine Ausbildung über viele Jahre begleitete. 1916 nahm er an der ersten All India Music Conference in Baroda (heute: Vadodara) teil. Im Folgejahr erhielt er ein Stipendium des Staates Baroda für ein Musikstudium und war für fünf Jahre Schüler von Faiyaz Khan, der ihn später stets als einen seiner bedeutendsten musikalischen Erben nannte. Bis 1925 absolvierte er außerdem ein Studium am Wilson College in Bombay.
Als Bhatkhande ein Musikkolleg in Lucknow gründete, holte er Ratanjankar als Professor an diese Institution, deren Rektor er bald darauf wurde. Er besuchte in dieser Zeit verschiedene bedeutende Musikern der damaligen Zeit, um alte Kompositionen aus verschiedenen Gharanas zu sammeln. Er konnte auf diese Weise eine enorme Anzahl alter und traditioneller Kompositionen lernen und bemühte sich, das Interesse seiner Schüler an klassischer Musik durch Vorträge, Kurse, Demonstrationen, Schriften usw. wiederzubeleben. Selbst erwarb er den Ruf als versierter Musiker und profunder Musikgelehrter, der ein enormes Repertoire an Ragas und Liedern sicher beherrschte, wobei er Einflüsse verschiedener Gharanas zu einem persönlichen Stil vereinigte.
Als 1956 die Indira Kala Sangeet University gegründet wurde, übernahm Ratanjankar das Amt des Vizekanzlers. Unter anderem studierten Chandrasekhar Pant, Chidanand Nagarkar, Chinmoy Lahiri, Dinkar Kaikini, P. N. Chinchore, Sumati Mutatkar, S. C. R. Bhat und K. G. Ginde bei ihm. Außerdem war er Mitglied des Expertenausschusses der Musikakademie in Madras und Vorsitzender des Music Auditions Board bei All India Radio. Ausgezeichnet wurde er u. a. mit dem Padma Bhushan (1956) und dem Sangeet Natak Akademi Ratna.